# Carmo do Rio Verde
Carmo do Rio Verde is een gemeente in de Braziliaanse deelstaat Goiás. De gemeente telt 9.481 inwoners (schatting 2009).